# Souverän
Unter einem Souverän (von mittellateinisch superanus ‚darüber befindlich‘, ‚überlegen‘) versteht man den Inhaber der Staatsgewalt. In Demokratien hat regelmäßig das Staatsvolk diese verfassungsrechtliche und völkerrechtliche Funktion – in repräsentativen Systemen in der Regel indirekt –, in absoluten und konstitutionellen Monarchien das Staatsoberhaupt, zum Beispiel der König oder der Fürst.

## Entwicklung

### Absolutismus
Zur Zeit des Absolutismus beanspruchte der König, beispielsweise der König von Frankreich, die alleinige Souveränität. Ob diese Herrschaftsform in der Realität je umgesetzt wurde, ist seit der Veröffentlichung des britischen Historikers Nicholas Henshall über den „Mythos Absolutismus“ (1992) in der Geschichtswissenschaft umstritten. Der römisch-deutsche Kaiser, der der oberste Lehnsherr des Heiligen Römischen Reichs deutscher Nation war, galt nicht als Souverän.

### Republik
In der Republik gibt es keine allgemeingültige Definition des staatlichen Souveräns. Zwar ist im Grundsatz das Volk Träger der Souveränität (→ Volkssouveränität), doch hat es je nach Verfassung die Staatsgewalt mehr oder weniger an Staatsoberhaupt und Parlament delegiert (→ Verfassungsstaat). Das Staatsvolk ist als Summe der Staatsangehörigen dennoch Inhaber der verfassunggebenden Gewalt und Anknüpfungspunkt des Demokratieprinzips, das dem Souverän die ausschließliche Kompetenz zur Legitimierung der Staatsgewalt zuspricht. Gleichzeitig ist das konstituierte Volk pouvoir constitué, da es durch die Verfassung erst zum (Staats-)Volk und durch sie gebunden wird: „Der demokratische Souverän fesselt sich selbst“ (Hans Vorländer). In diesem Verständnis kann im demokratischen Verfassungsstaat nicht das Volk, sondern allenfalls die Verfassung (symbolisch) in Anspruch nehmen, der Souverän zu sein.

### Schweiz
In der Schweiz wird im allgemeinen (aber nicht juristischen) Sprachgebrauch das stimm- und wahlberechtigte Volk, die Gemeinschaft der Stimmberechtigten, als der Souverän bezeichnet; die Stimmberechtigten sind es auch in der Tat, „unmittelbar, direkt“ (→ direkte Demokratie der Schweiz). So heißt es beispielsweise in der Berichterstattung über Volksentscheide in Abstimmungen oft: „der Souverän hat entschieden“.

### Vereinigtes Königreich
Ein Sonderfall ist das Vereinigte Königreich von Großbritannien und Nordirland, in dem de jure „the king in parliament“ (auch the King-in-Parliament), de facto das House of Commons, der Souverän ist. Dies ist der historischen Entwicklung des britischen politischen Systems geschuldet und wird gemeinhin als Parlamentssouveränität bezeichnet. Dennoch ist es im britischen Schrifttum, auch unter Verfassungsjuristen, bis heute üblich, den Monarchen als Souverän (the Sovereign) zu bezeichnen.

## Carl Schmitt
In der Rechtslehre von Carl Schmitt (1928) wird der Souverän vom Ausnahmezustand her begriffen: „Souverän ist, wer über den Ausnahmezustand entscheidet.“ Diesen Grundsatz nutzte Schmitt zur Rechtfertigung der Diktatur, wobei er zwei Formen unterschied:
- Die kommissarische Diktatur, wie sie etwa die Römische Republik kannte. Der römische Diktator agierte außerhalb der Verfassung, um eben diese Verfassung zu schützen und möglichst bald wiedereinzusetzen.
- Die souveräne Diktatur, die die bestehende Ordnung beseitigen und eine neue durchsetzen bzw. diese erst herstellen will. Somit billigt Schmitt dem souveränen Diktator schrankenlose Handlungsfreiheit zu, die dem pouvoir constituant diktiert und von ihm gleichzeitig legitimiert wird.[5]

## Sprache

### Etymologie
Das Wort stammt vom französischen Wort souverain und vom lateinischen superanus = „darüber befindlich, überlegen“. Super bedeutet im Lateinischen „oben, auf, darüber“. Das eng verwandte Wort Souveränität hat die gleiche mittellateinische Wurzel, leitet sich aber von frz. souveraineté ab.

### Adjektiv
Als souverän bezeichnet man neben der rechtlichen Selbstbestimmung (vgl. Souveränität) die sichere oder überlegene Beherrschung einer Aufgabe.
Beispiel: Eine souveräne Darbietung – d. h. eine perfekt beherrschte Darbietung.